# The Years of the Locust
The Years of the Locust er en amerikansk stumfilm fra 1916 af George Melford.

## Medvirkende
- Fannie Ward som Lorraine Roth.
- Walter Long som Aaron Roth.
- Jack Dean som Dirck Mead.
- Martin Best som Williams.
- Charles Ogle som McKenzie.